# 化身 (印度教)
化身（梵文：अवतार），在印度宗教中，是有特殊能力者，為了某些目的，以異能變化自己的形象，而成為其他人、物，最普遍被認為和眾神在地面上的肉體表現形式有關。梵文中，化身一詞具有透過深思熟慮，並且由於特殊目的而從較高境界「下降」、「轉世」的涵義。

## 實例

### 印度教
印度教中最著名的是毗湿奴的十大化身；分别是：
1. 鱼（摩蹉），从洪水中救出人类始祖摩奴；

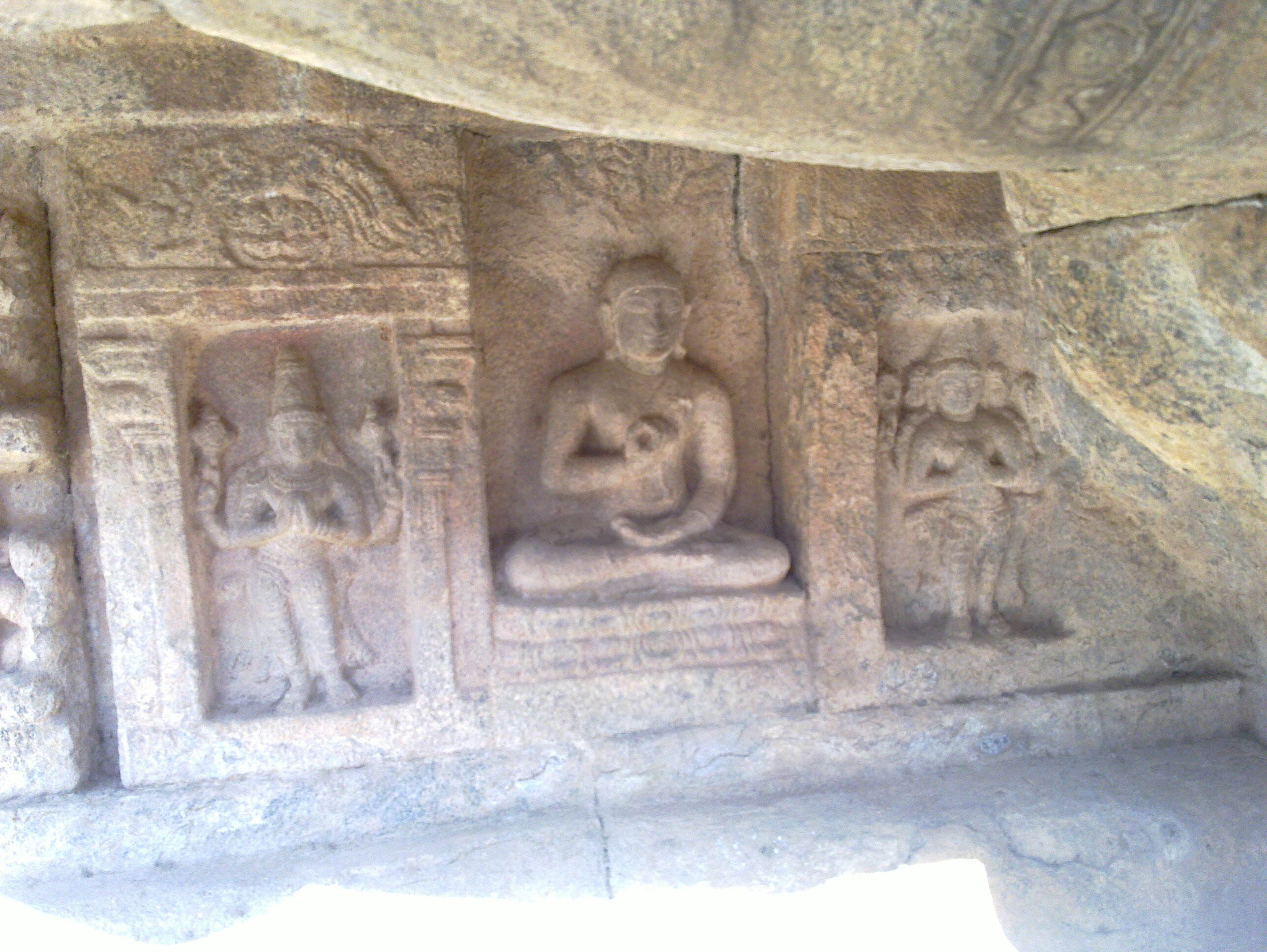
印度白象濕婆神廟中毘濕奴的化身之一的雕像。

2. 龟（俱利摩），众神搅乳海时作为搅棒曼陀罗山的底座；
3. 野猪（筏罗诃），从海中拱起沉没的大地，杀死魔王金目；
4. 人狮（那罗僧诃），消灭魔王金床；
5. 侏儒（筏摩那），三大步跨越天地，从三界中赶走魔王跋利，只把地狱留给他；
6. 持斧罗摩（婆罗娑罗摩），三七二十一次杀光人间侵犯婆罗门利益的刹帝利；
7. 罗摩，诛杀十首魔王罗波那；
8. 黑天，與大力罗摩合作，消滅那伽之王迦梨耶、提奴迦、波羅蘭缽等妖怪，担任阿周那的御者；
9. 釋迦佛，宣導獨特的言論，以迷惑罗刹等恶鬼神，維護世界的秩序；
10. 迦樂季（白马），在这个“争斗时”结束之际毁灭罪恶的世界。

### 漢傳佛教
在漢傳佛教有許多的化身故事，
1. 文殊菩薩、普賢菩薩化身為和合二仙。
2. 彌勒菩薩化身為布袋和尚。
3. 地藏菩薩化身為新羅貴族金喬覺等。